# فیلم تخت
فیلم تخت به فیلم‌های در اندازهٔ معمولِ ۶*۴ تا ۲۰*۲۵ سانتیمتری گفته می‌شود. البته در سال‌های گذشته اندازه‌های بزرگتر و کوچکتری نیز تولید می‌شد که فعلاً با بروز پدیدهٔ دیجیتال و به‌خاطر محدود بودن مصرف‌کنندگان، تولید آن‌ها نیز قطع شده یا کاهش یافته‌است. پایهٔ این فیلم‌ها استات سلولز یا پلی استر است. محبوب‌ترین اندازهٔ فیلم‌های تخت اندازهٔ ۵*۴ اینچ آنهاست........................

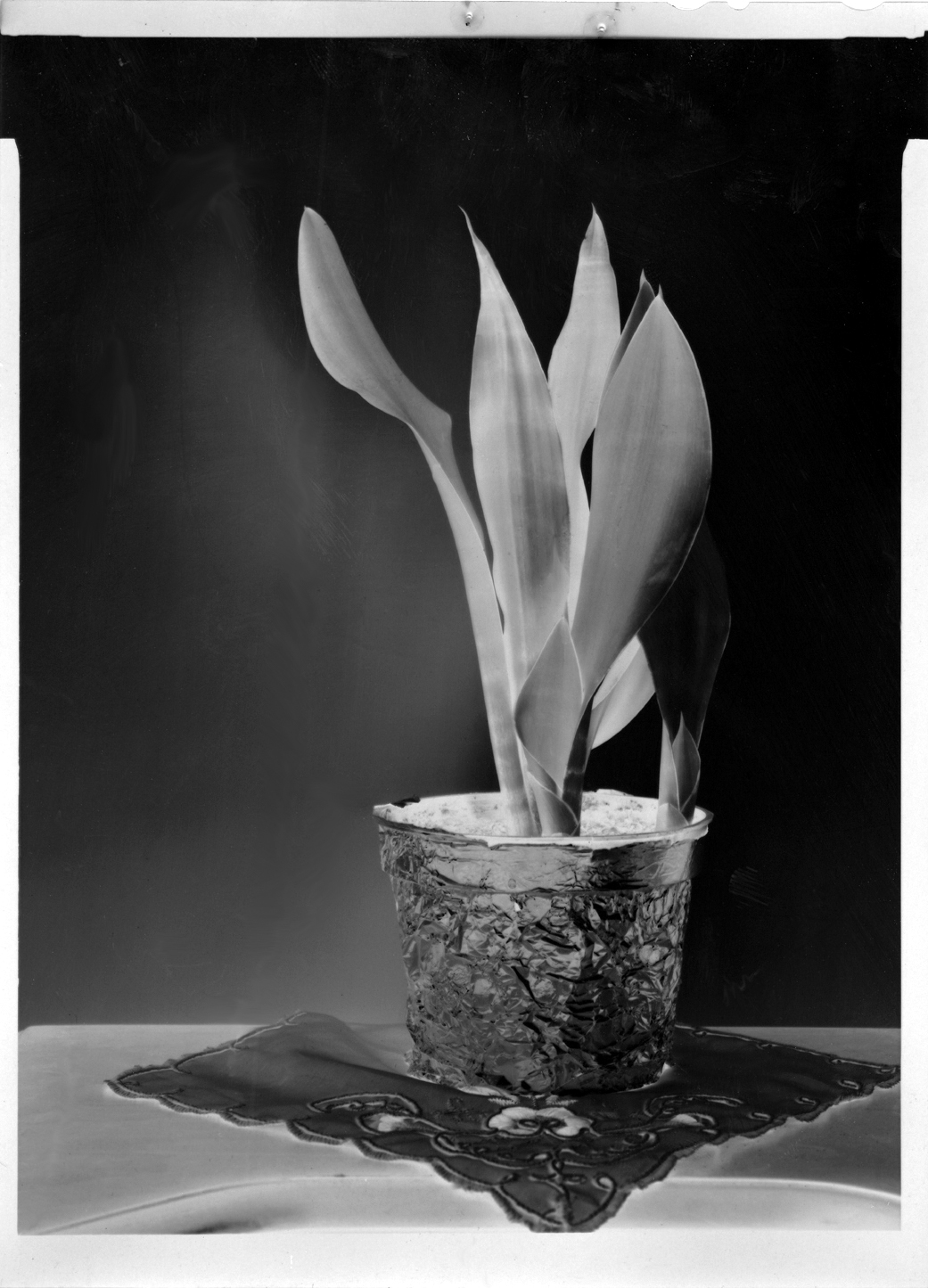
نگاتيو ایلفورد، فیلم تخت FP4.۱۳x۱۸

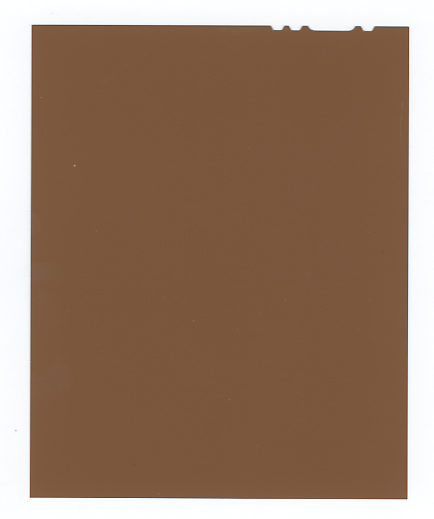
یک فیلم ۵*۴ اینچ (۱۰۲*۱۲۷ میلی‌متر) ریورسال اُکتا کروم کداک

## طریقهٔ جاگذاری

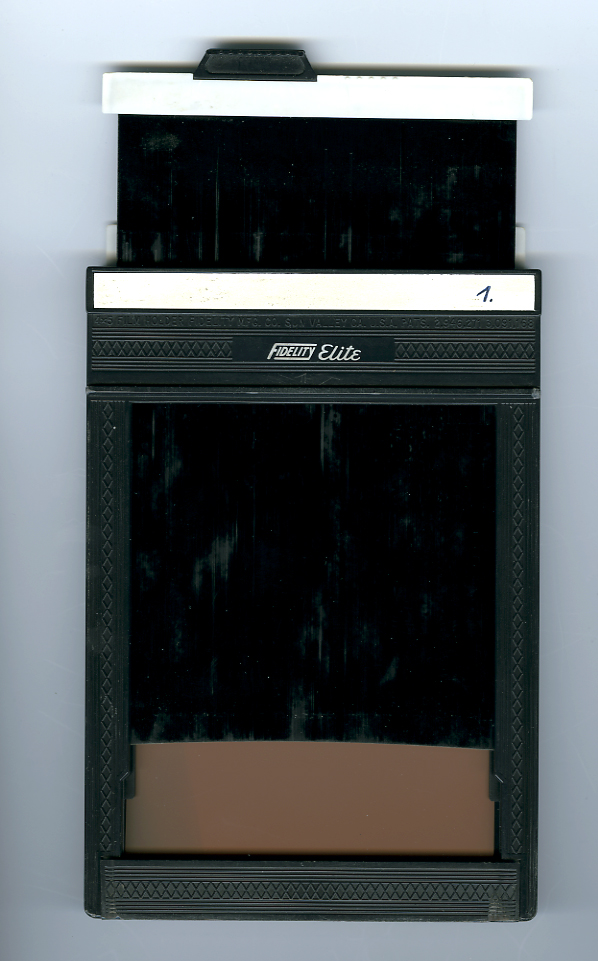
یک کاست نیمه‌باز فیلم ۵*۴

در تاریکخانه فیلم خام را از جعبه آن درآورده و به‌صورتی که سطح حساس (امولسیون) فیلم به طرف بیرون باشد در کاست جاگذاری می‌کنند. برای جاگذاری صحیح، علامتی (دندانه‌هایی) در سمت راست و بالای فیلم (عرض) وجود دارد که به وسیلهٔ انگشت، امکان شناسایی طرف امولسیون را در تاریکخانه ممکن می‌سازد.

مقایسه اندازه فیلم تخت با سایر قطع‌ها

## ظهور
اکثر عکاسان حرفه‌ای که از فیلم تخت استفاده می‌کنند، معمولاً خودشان عمل ظهور را انجام می‌دهند. اما ظهور فیلم‌های رنگی معمولاً در گوشهٔ آتلیه‌های عکاسی امکان‌پذیر نیست. این کار در لابراتوارهای بزرگ و مخصوص انجام می‌شود. دو روش ظهور در تانک و تشتک، برای این قطع از فیلم‌ها نیز ممکن است.

## مارک‌های سازنده
کارخانه‌های مشهور ایلفورد، کداک، افکا، فوما و فوجی از سازندگان اصلی این فیلم‌ها به‌شمار می‌روند.